# Mount Geist
Der Mount Geist ist ein 3267 m hoher Berg in der Alaskakette in Alaska (USA). Er ist einer der höchsten Berge in der Hayes Range, einem Teilabschnitt der Alaskakette.

## Geografie
Der Mount Geist befindet sich 8 km westnordwestlich vom Mount Hayes, dem höchsten Berg der Hayes Range. Ein Berggrat führt nach Süden zum 2 km entfernten Mount Balchen, der sich auf dem Hauptkamm befindet. Nach Norden führt ein weiterer Berggrat, der sich nach knapp 2 Kilometern aufspaltet. Die nordnordöstliche Fortsetzung des Berggrats führt zum Mount Skarland, die westliche Fortsetzung zum Mount Giddings. Am Ostfuß des Mount Geist liegt das Nährgebiet des Hayes-Gletschers, während auf der gegenüberliegenden Seite zwei östliche Tributärgletscher des Gillam-Gletschers ihren Ursprung haben.

## Besteigungsgeschichte
Die Erstbesteigung des Mount Geist gelang am 2./3. Mai 1974 Dusan Jagersky und William Q. Sumner. Ausgangspunkt der Tour war der Hayes-Gletscher. Die Besteigung wurde im Alpinstil durchgeführt. Sie führte über die Nordostwand und den Gipfelgrat zum Gipfel, der am Morgen des 3. Mai erreicht wurde. Der Abstieg führte über den Gipfelgrat weiter nach Süden und hinab zum Ausgangslager.

## Namensgebung
Der Berg wurde am 1. Januar 1965 vom U.S. Geological Survey (USGS) nach Otto Geist (1888–1963) benannt, einem deutschstämmigen US-amerikanischen Archäologen und Paläontologen, der lange Zeit in Alaska tätig war.